# 吳厝 (臺中市霧峰區)
吳厝，是臺灣臺中市霧峰區的一個傳統地域名稱，位於該區西北部。相較於今日行政區，其範圍大致包括五福里、四德里不含東北端及西南部凸出部分，另外還包括烏日區的溪埧里東部中段，以及大里區的夏田西南端凸出部分。

## 歷史
台灣清治末期至日治初期，吳厝地區為一街庄，稱為「吳厝庄」，隸屬於貓羅堡。該庄北隔大里溪與五張犁庄、詹厝園庄為界，東北隔草湖溪與草湖庄為界，東與柳樹湳庄為鄰，南邊為丁臺庄，西邊為喀哩庄、溪心垻庄。
1901年（日治明治三十四年）11月，全台廢縣廳改設二十廳，該庄隸屬於臺中廳。1903年（明治三十六年）6月，該庄編入「霧峰區」，隸屬於臺中廳。1909年（明治四十二年）10月，合併二十廳為十二廳，霧峰區隸屬不變。1920年（大正九年），全台地方制度大改正，廢十二廳改設五州二廳，該庄改制為「吳厝」大字，隸屬於臺中州大屯郡霧峰庄。
戰後霧峰庄改制為霧峰鄉，隸屬於臺中縣，大字亦改制為村。1950年10月，中、彰、投分治，霧峰鄉仍隸屬臺中縣。2010年12月，臺中縣市合併為直轄臺中市，霧峰鄉改制為霧峰區，村亦改制為里。

## 聚落
本地區發展較早的聚落有磨仔盾園、新埔仔、五福（吳厝）、新厝、大圳頭、四塊厝（四德厝）等，在日治期初期的官方地圖上已有記載。此外，本地區尚有後溪底、崁頭、曾厝等聚落。
四德里清代舊稱四塊厝，乾隆年間，晉江人吳洛以「吳伯榮」墾號，築萬斗六圳，灘田千餘甲於四塊厝。四塊厝亦是戴潮春事件反抗軍領袖之一，林日成之根據地。

## 交通
國道3號是貫穿台灣西部的兩條縱向高速公路之一，大致以西北西—東南東走向轉西北—東南走向蜿蜒經過吳厝地區南部，並於省道台63線交會處設有中投交流道，由此可快速前往台灣西部各地。
省道台63線又稱「中投公路」，是台中市南區至南投縣草屯的幹道，大致以北向南蜿蜒經過本地區中部。由該道路向北可前往大里、臺中市區南側並止於省道台3線路口，向南可前往草屯並止於省道台14乙線路口。
市道127號（四德路）是大雅至霧峰的道路，大致以西南西—東北東走向蜿蜒經過本地區南部。由該道路向西南西轉西北可前往烏日、南屯、西屯、大雅並止於省道台1乙線路口，向東北東可前往柳樹湳、霧峰並止於省道台3線路口。
區道中110線（五福西路、新埔路、新埔路160巷）是溪垻至坑口的道路，大致以西向東由本地區西部邊界中段入境後，經省道台63線高架橋下至吳厝聚落轉東北，繞大彎轉東南經本地區東北部邊界地帶的新埔聚落後，沿邊界而行以至於本地區東部出境。由該道路向西轉西北再轉西可前往溪心垻南部並止於市道127號路口，向東南轉東南東再轉南可前往柳樹湳、霧峰的坑口聚落並止於省道台3線路口。
區道中113線（四德北路、北豐路）是五福至南勢的道路，其北側端點位於本地區中部吳厝聚落東南側的區道中115線路口。由此向西南轉南南西經國道3號高架橋下後至經四塊厝聚落，轉南蜿蜒行經市道127號路口後不遠處出境，可前往丁臺地區的北勢、南勢並止於區道中118-1線路口。
區道中114線（四德南路）是四德至雙溪嘴的道路，其西側端點位於本地區南部四德國小旁市道127號路口。由此向南南東蜿蜒出境後，可前往丁臺、萬斗六並止於該地區北部邊界東側與霧峰地區交界地帶的雙溪嘴。
區道中115線（五福路）是東園至北勢的道路，大致以西南西—東北東走向由本地區西部邊界北側入境後，繞大彎轉東南再轉南南東再轉東至磨仔盾園聚落，轉東南經省道台63線高架橋下至區道中110線路口，轉東與其共線進入吳厝聚落內轉南南東獨行，轉東南再轉南南東再轉東北東至新厝聚落，繞彎道轉南南東再轉東至市道127號，轉東北東與其共線約20公尺後，轉南南東再轉南南西於本地區東部邊界偏南側出境後，經柳樹湳境內一小段後，進入本地區與柳樹湳邊界並沿邊界而行，後轉西南穿越本地區東南端出境。由該道路向西南西轉西可前往溪心垻東北部並止於市道127號路口，向西南經國道3號高架橋下轉南可前往丁臺、北勢聚落並止於區道中116線路口。

## 學校
- 五福國小
- 四德國小